# Mięsień naprężacz powięzi szerokiej

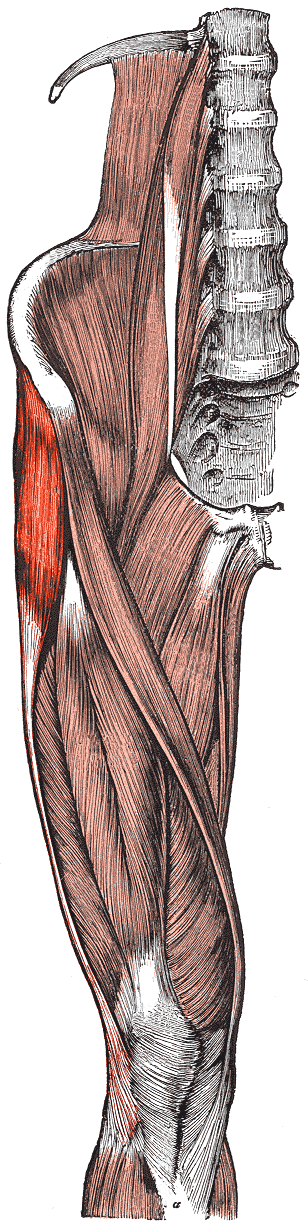
Mięsień naprężacz powięzi szerokiej u człowieka

Mięsień naprężacz powięzi szerokiej, mięsień napinacz powięzi szerokiej, mięsień napinający powięź szeroką (łac. musculus tensor fasciae latae) – płaski mięsień kończyny miednicznej (u człowieka kończyny dolnej). U człowieka zaliczany jest do grupy tylnej mięśni grzbietowych (powierzchownych) obręczy kończyny dolnej.
U człowieka rozpoczyna się na zewnętrznej powierzchni grzebienia biodrowego pomiędzy kolcem biodrowym przednim górnym a guzkiem biodrowym. Oprócz przyczepu kostnego jego włókna rozpoczynają się również na blaszce głębokiej powięzi szerokiej uda. Spłaszczony brzusiec mięśnia biegnie ku dołowi i przechodzi w płaskie ścięgno łączące się z przednim brzegiem pasma biodrowo-piszczelowego. Pasmo biegnie po bocznej stronie uda i ostatecznie przyłącza się na górnej części kości piszczelowej. Mięsień otoczony jest blaszkami powięzi szerokiej.
Jego unerwienie pochodzi od nerwu pośladkowego górnego, przede wszystkim z segmentu L4 i L5, i w mniejszym stopniu S1 rdzenia kręgowego, głównym źródłem krwi jest tętnica pośladkowa górna.
Funkcjami mięśnia są stabilizowanie wyprostowanego stawu kolanowego oraz stabilizowanie stawu biodrowego (wspomaganie utrzymania głowy kości udowej w panewce) poprzez działanie na pasmo biodrowo-piszczelowe. Współpracuje on w ten sposób z mięśniem pośladkowym wielkim, którego włókna przyłączają się do tylnej części pasma biodrowo-piszczelowego. Bierze udział także w zginaniu uda w stawie biodrowym, odwodzeniu i rotacji uda do wewnątrz.
U konia tylna część mięśnia naprężacza powięzi szerokiej zrasta się z mięśniem pośladkowym powierzchownym (odpowiednikiem mięśnia pośladkowego wielkiego u człowieka).